# Torneo de Córdoba 2023
El Córdoba Open 2023 fue un evento de tenis profesional de la categoría ATP 250 que se juega en pistas de tierra batida. Se trató de la 5.a edición del torneo que forma parte del ATP Tour 2023. Se disputó en Córdoba, Argentina del 6 al 12 de febrero de 2023 en el predio del Estadio Mario Alberto Kempes.

## Distribución de puntos
| Modalidad            | Campeón | Finalista | Semifinales | Cuartos de final | 2ª ronda | 1ª ronda | Clasificados | 2ª ronda de clasificación | 1ª ronda de clasificación |
| Individual masculino | 250     | 165       | 100         | 50               | 25       | 0        | 13           | 7                         | 0                         |
| Dobles masculino     | 250     | 150       | 90          | 45               | 20       | 0        | -            | -                         | -                         |

## Cabezas de serie

### Individuales masculino
| Tenista             | Ranking | Preclasificado |
| Diego Schwartzman   | 28      | 1              |
| Francisco Cerúndolo | 31      | 2              |
| Albert Ramos        | 37      | 3              |
| Sebastián Báez      | 47      | 4              |
| Pedro Cachín        | 68      | 5              |
| Federico Coria      | 69      | 6              |
| Pedro Martínez      | 72      | 7              |
| Bernabé Zapata      | 74      | 8              |

- Ranking del 30 de enero de 2023.[2]

### Dobles masculino
| Tenistas                            | Ranking | Preclasificado |
| Rafael Matos David Vega Hernández   | 57      | 1              |
| Máximo González Andrés Molteni      | 81      | 2              |
| Sadio Doumbia Fabien Reboul         | 112     | 3              |
| Andrey Golubev Aleksandr Nedovyesov | 113     | 4              |

## Campeones

### Individual masculino
Sebastián Báez venció a  Federico Coria por 6-1, 3-6, 6-3

### Dobles masculino
Máximo González /  Andrés Molteni vencieron a  Sadio Doumbia /  Fabien Reboul por 6-4, 6-4